# Parafia Nawiedzenia Najświętszej Maryi Panny w Bielawach
Parafia Nawiedzenia Najświętszej Maryi Panny w Bielawach – parafia należąca do dekanatu Piątek diecezji łowickiej. Erygowana w 1402 roku. Duszpasterstwo w niej prowadzą księża diecezjalni.